# Acridotheres tristis
La maina comune (Acridotheres tristis (Linnaeus, 1766)) è un uccello della famiglia Sturnidae, diffuso in Asia.

## Distribuzione
Originario del Subcontinente Indiano, dall’India all’Afghanistan e dallo Sri Lanka al Bangladesh, la sua diffusione mediata da vie antropiche è tale da fare figurare la specie nella lista delle 100 specie più invasive del mondo della IUCN. Questo uccello è infatti stato registrato in Canada, Australia, Israele, Nuova Zelanda, Nuova Caledonia, Isole Fiji, Stati Uniti (esclusivamente nel sud della Florida), Sud Africa, Kazakistan, Kyrgyzstan, Uzbekistan, le Isole Cayman, isole dell'Oceano Indiano (Seychelles, Mauritius, Réunion, Madagascar, Maldive, le isole di Andamane e Nicobare) e in isole dell'Atlantico. In Europa è altresì presente in Spagna, Portogallo, Francia ed Italia, dove la sua presenza è particolarmente consistente nelle regioni del Lazio, della Campania e della Sicilia.

## Morfologia
Simile ad un grosso storno, la maina comune è identificabile per il corpo bruno, il capo nero e la macchia gialla dietro all'occhio. Sia il becco che le zampe sono di un colore giallo brillante. Vi sono macchie bianche sia a lato delle penne primarie sia sul retro del lato dell'ala. I due sessi sono similari, e questi uccelli sono spesso avvistabili in coppia. Può essere scambiata da un occhio poco esperto con un merlo indiano, il quale però presenta un piumaggio decisamente più lucido ed una singola macchia bianca sulle ali.
La maina comune obbedisce alla regola di Gloger, secondo la quale gli uccelli dell'India Nord-Occidentale tendono ad essere più chiari delle loro controparti più scure delle regioni meridionali dell'India.

## Alimentazione
Come la maggior parte degli sturnidi, la maina comune è onnivora. Si nutre di insetti, aracnidi, crostacei, rettili, piccoli mammiferi, semi, grano, frutti e rifiuti scartati dalle abitazioni. In particolare è solita cacciare gli insetti a terra, tra l'erba, e predilige le cavallette, comportamento che gli ha attribuito il nome generico di Acridotheres, ovvero "cacciatore di cavallette". Si sposta sul terreno saltellando, e si nutre opportunisticamente degli insetti disturbati dal bestiame al pascolo e dai campi erbosi bruciati. Vivendo in prossimità di habitat creati dall'uomo, le maine comuni possono anche essere rinvenute vicino ai bordi delle strade per nutrirsi di animali investiti.